# Francesco Bruno (criminologo)
Francesco Bruno (Celico, 10 maggio 1948 – Celico, 11 gennaio 2023) è stato un criminologo, medico e funzionario italiano.

## Biografia
Diplomatosi al liceo classico nel 1967, si iscrisse alla facoltà di medicina e chirurgia dell'Università degli Studi di Roma "La Sapienza", dove si laureò nel 1973. Nel periodo 1975-1976, per 12 mesi, fu ufficiale medico presso il 4º reggimento dei carabinieri a cavallo, con il grado di sottotenente.
Dal 1979 al 1987 fu funzionario, e poi direttore di sezione, presso la presidenza del Consiglio dei ministri.
Nei primi anni '80, su impulso di Vincenzo Parisi, allora vertice del SISDE, pubblicò il primo studio universitario che collegava gli omicidi commissionati al "Mostro di Firenze" con l'esoterismo e il movente sacrificale, ma in seguito abbandonerà questa ipotesi. Fu membro del collegio di difesa di Pietro Pacciani. Collaborò con vari ministeri per la questione delle droghe.
Nel 1987 diventò professore di criminologia e medicina forense alla Sapienza, negli anni '90 collaborò nuovamente con vari ministeri contro la criminalità mafiosa e la lotta alla droga. Fu ospite in vari programmi televisivi dedicati ai serial killer, tra cui Delitti, Porta a Porta e Maurizio Costanzo Show.
Dal 2010 si occupò del caso di Rina Pennetti, giovane donna di 33 anni scomparsa a Spezzano della Sila (CS).
Dal 2010 al novembre 2022 è stato direttore scientifico del magazine e della trasmissione Delitti&Misteri, diretti da Francesco Mura. A dicembre ne era diventato presidente scientifico.
È deceduto a Celico, dove viveva, l'11 gennaio 2023. I funerali si sono tenuti nella chiesa di San Michele a Celico il giorno seguente.
Era sposato con la professoressa Simonetta Costanzo dalla quale ebbe un figlio.

## Controversie
- Il 5 settembre 2001 fu perquisito in casa sua e nel suo studio all'Università La Sapienza per 15 ore dalla polizia per le indagini riguardanti il "Mostro di Firenze"[7][8].
- Il 31 gennaio 2010 rilasciò un'intervista al sito cattolico conservatore "Pontifex" dove bollò l'omosessualità come una patologia e un grave disordine mentale. A seguito dell'intervista fu denunciato all'ordine dei medici da parte di associazioni gay[9] tra cui l'Arcigay[10]. L'Ordine dei medici ha però respinto la denuncia.[11]
- Il 29 luglio 2010 sullo stesso sito rilasciò un'intervista riguardante la tragedia di Duisburg alla LoveParade che era costata la vita a 21 persone, suscitando critiche dalla Unione degli Atei e degli Agnostici Razionalisti[12][13].